# كأس سنغافورة 2009
كأس سنغافورة 2009 (بالإنجليزية: 2009 Singapore Cup)‏ هو موسم من كأس سنغافورة. كان عدد الأندية المشاركة فيه 16، وفاز فيه نادي غيلانغ إنترناشونال.